# 堀越涼
堀越 涼（ほりこし りょう、1984年7月1日 - ）は、日本の俳優、演出家、劇作家。千葉県出身。身長172cm、血液型はA型。花組芝居所属。あやめ十八番主宰。

## 人物・来歴
青山学院大学在学時より花組芝居の研修を始め、2006年『ザ・隅田川』にて、正式入座。主に女形として女性の役を演じている。また、青山学院大学演劇研究会の同期であった中屋敷法仁主宰の劇団柿喰う客に旗揚げから参加。客演として多数出演。
また、2012年より、個人ユニットあやめ十八番を旗揚げ。作・演出を務める。
特技は剣道二段。趣味は観劇、料理、ビリヤード。
2008年、王子小劇場佐藤佐吉演劇祭にて、シルバーフォックス賞受賞。
ニックネームは涼くん（花組芝居・丸川敬之曰く）、ほーりー（あやめ十八番・大森茉利子曰く）、りょんりょん（花掘レ・吉田能曰く）など、多岐に渡る。
なお、当人も他人にオリジナルのあだ名を付ける事が多い。

## 出演

### 舞台

#### 花組芝居公演
- 2005年6月 - 『-極猫大騒動- ゴクネコ mad Cats' panic』（研修生　作：小池竹見　演出：加納幸和）
- 2005年10月 - 『鏡花まつり』「泉鏡花の日本橋」（研修生　原作：泉鏡花　作・演出：加納幸和）
- 2006年4月 - 『ザ・隅田川』（入座披露　作・演出：加納幸和）
- 2006年9月 - 『百鬼夜行抄2』（原作：今市子『百鬼夜行抄』　作：わかぎゑふ　演出：加納幸和）
- 2007年3月 - 『かぶき座の怪人』（作：福島三郎・加納幸和　演出：加納幸和）
- 2007年7月 - 花組ヌーベル『恐怖時代』（作：谷崎潤一郎　演出：加納幸和）
- 2007年11月 - 『KANADEHON 忠臣蔵』（作：石川耕士　演出：加納幸和）
- 2008年9月 - 『怪談牡丹灯籠』（原作：三遊亭円朝　作・演出：加納幸和）
- 2009年1月 - 『泉鏡花の夜叉ヶ池』（原作：泉鏡花　構成・演出：加納幸和）
- 2010年5月 - 花組ヌーベル『ハイ・ライフ』（作：リー・マクドゥーガル　訳：吉原豊司　構成・演出：加納幸和）
- 2010年11月 - 『花たち女たち』（主演　原作：有吉佐和子『芝桜』『木瓜の花』　作：飯島早苗　構成・演出：加納幸和）
- 2011年6月 - 花組ヌーベル『番町皿屋敷』（作：岡本綺堂　構成・演出：加納幸和）
- 2011年11月 - 『聖ひばり御殿』（作・演出：加納幸和）
- 2012年10月 - 『菅原伝授手習鑑〜天神様の来た道〜』（原作：竹田出雲・三好松洛・並木千柳　作：石川耕士　演出：加納幸和）
- 2013年5月 - 『婦系図』（原作：泉鏡花　作・演出：加納幸和）
- 2013年12月 - 『怪誕身毒丸』（作・演出：加納幸和）
- 2014年12月 - 『夢邪想』（作：秋之桜子　演出：加納幸和）
- 2015年12月 - 『毛皮のマリー』（作：寺山修司　脚本・演出：加納幸和　監修：寺山偏陸　作曲：鶴澤津賀寿 杵屋邦寿）

#### あやめ十八番公演
※特筆のない限り、作・演出・出演		
- 2012年6月 - 『八坂七月諏訪さん九月』（一人芝居）
- 2012年7月 - 『Love potion #9』
- 2013年4月 - 『淡仙女』
- 2013年6月 - 『伊勢系 水巴』 （一人芝居）
- 2013年9月 - 『長井古種 かすり乙女』
- 2014年3月 - 『江戸系 諏訪御寮』
- 2014年7月 - 『肥後系 新水色獅子』
- 2014年8月 - 『江戸系 紅千鳥』（映像配信作品）
- 2015年4月 - 『長井古種 日月』
- 2015年4月 - 『伊勢系 薄化粧』（能天気LIVE「雨夜の月に提灯を。」参加作品）
- 2015年7月 - 『雑種 晴姿』（番外公演）
- 2016年5月 - 『ゲイシャパラソル』『江戸系 諏訪御寮』
- 2016年8月 - 『雑種 花月夜』（番外公演）
- 2016年12月- 『霓裳羽衣』
- 2017年4月- 『ダズリング＝デビュタント』
- 2017年9月- 東京・大阪二都市公演『三英花 煙夕空』（出演は大阪公演のみ）
- 2018年6月- 『ゲイシャパラソル』
- 2019年7月- 『しだれ咲き サマーストーム』
- 2024年8月- 『雑種 小夜の月』[4]

#### その他
2003年
- 9月 - dream bullet『カノン』（作：野田秀樹　演出：菅尾友）

2004年
- 6月 - 柿喰う客『サバンナの掟』（作・演出：中屋敷法仁）

2005年
- 2月 - 柿喰う客『挿入ジェノサイド』（作・演出：中屋敷法仁）
- 3月 - 柿喰う客『口だけの女』（作・演出：中屋敷法仁）
- 6月 - 柿喰う客『多い日も安心』（作・演出：中屋敷法仁）
- 7月 - 柿喰う客『骨はダラスに埋めておけ』（作・演出：中屋敷法仁）
- 12月 - 柿喰う客『とりあえず、ナマで！』（作・演出：中屋敷法仁）
- 12月 - 伝統の現在NEXT『海神別荘』（原作・泉鏡花　作・演出：加納幸和）

2006年
- 2月 - 柿喰う客『親兄弟にバレる』（作・演出：中屋敷法仁）
- 5月 - 柿喰う客『他人の不幸』（作・演出：中屋敷法仁）
- 10月 - 劇団ごふくだんご『来週は桶狭間の合戦』（二人芝居　作・演出：中屋敷法仁）
- 11月 - 天然スパイラル『HEAVY MENTAL HEAVEN』（作・演出：金房実加）

2007年
- 5月 - 柿喰う客『誰も笑わない「検察官」』（原作：ニコライ・ゴーゴリ　作・演出：中屋敷法仁）
- 9月 - 柿喰う客『性癖優秀』（作・演出：中屋敷法仁）

2008年
- 1月 - 柿喰う客『サバンナの掟』（作・演出：中屋敷法仁）
- 3月 - 黒色綺譚カナリア派『葦ノ籠〜アシノカゴ〜』（作・演出：赤澤ムック）
- 6月 - 柿喰う客『俺を縛れ！』（主演　作・演出：中屋敷法仁）
- 7月 - 東京ネジ『みみ』（作：佐々木なふみ　演出：佐々木香与子）
- 10月 - 黒色綺譚カナリア派『そまりえ〜或る模倣画家の苦悩〜』（作・演出：赤澤ムック）
- 11月 - 世田谷シルク『接触』（二人芝居　作・演出：堀川炎）

2009年			
- 2月 - 世田谷シルク『傑作』（原作：宮沢賢治『銀河鉄道の夜』　作・演出：堀川炎）
- 3月 - 柿喰う客『恋人としては無理 JAPAN TOUR』（作・演出：中屋敷法仁）
- 4月 - DULL-COLORED POP『ショート7』「ソヴァージュばあさん」「藪の中」（演出：谷賢一）
- 5月 - 劇団競泳水着『NOT BAD HOLIDAY』（作・演出：上野友之）
- 8月 - 世田谷シルク『グッバイ・マイ・ダーリン』（原作：寺山修司『アダムとイブ私の犯罪学』　作・演出：堀川炎）
- 8月 - 劇団競泳水着『地球の上で待ち合わせ』（作・演出：上野友之）

2010年
- 1月 - 世田谷シルク『美しいヒポリタ』（原作：ウィリアム・シェイクスピア『夏の夜の夢』　作・演出：堀川炎）
- 4月 - 世田谷シルク『春の海』（作・演出：堀川炎）
- 6月 - プロジェクトあまうめ『よせあつめふぇすた』（作：関村俊介・三谷麻里子・櫻井智也　演出：関村俊介）
- 8月 - キリンバズウカ『ログログ』（作・演出：登米裕一）
- 9月 - ZOKKY『ZOKKYののぞき部屋演劇祭2010』（作・演出：小林タクシー）
- 12月 - ろりえ『女優（おんなやさしい）』（作・演出：奥山雄太）

2011年
- 3・7月 - 世田谷シルク『轟くヘヤー！！』（作・演出：堀川炎）
- 4月 - 北京蝶々『パラリンピック・レコード』（作：大塩哲史　演出：中屋敷法仁）
- 6月 - コロブチカ『2』「来週は桶狭間の合戦」（二人芝居　作・演出：中屋敷法仁）
- 8月 - おおのの『東京モダンガールズ』（作：吉田麻起子　演出：大野裕明）

2012年			
- 3月 - 世田谷シルク『Kon-Kon、昔話』（作・演出：堀川炎）
- 4月 - コロブチカ『来週は桶狭間の合戦』（二人芝居　作・演出：中屋敷法仁）
- 4月 - 北京蝶々『オーシャンズ・カジノ』（作：大塩哲史　演出：池亀三太）
- 8月 - ろりえ『逮捕（仮題）』（中井美穂×シアターグリーン企画『師匠の部屋』参加作品　作・演出：奥山雄太）[5]

2013年
- 1月 - 日本劇団協議会『リバーサル』（作：大塩哲史　演出：小林七緒）[6]
- 7月 - 空想組曲『変則短篇集 組曲「空想」』（作・演出：ほさかよう）
- 9月 - 神保町花月『What will you bed Next?』（作・演出：保木本真也）

2014年
- 10月 - 木ノ下歌舞伎『三人吉三』（原作：河竹黙阿弥　監修・補綴：木ノ下裕一　演出：杉原邦生）

2016年
- 3月 - 浪漫活劇譚『艶漢』 （作・演出：ほさかよう）- 早乙女水彦 役[7]
- 8月 - 歌謡倶楽部『艶漢』（構成・演出：伊勢直弘　楽曲制作：大石憲一郎）- 早乙女水彦 役[8]
- 9月-10月 - 『嫌われ松子の一生』（原作：山田宗樹　脚本・演出：葛木英）[9]
- 10月 - L&L企画「コウの花嫁」（脚本：えのもとぐりむ　演出：私オム）[10]

## 作・演出
- 2015年1月 - あやめ十八番『肥後系 雪燈篭』作・演出（大森茉利子一人芝居）
- 2015年1月 - 花組芝居『マッケ君』作（『ぼろぼん忌』にて上演　演出：加納幸和）
- 2015年2月 - SCARLET_LABEL『うさぎとシーラカンス。』演出（作：葛木英）

## 参照
- 電脳版 花組通信（花組芝居公式WEB）
- 「シアターガイド」2009年2月号
- 「LOOK at STAR」vol.61 2010年11月号

1. 1 2 3  “堀越涼”. 日本タレント名鑑.   VIPタイムズ社. 2017年1月22日閲覧。
2. 1 2  http://hanagumi.ne.jp/yaku/horikosi.html
3. ↑  http://www.dcpop.org/short7/horikoshi.html
4. ↑  “あやめ十八番、堀越涼が実家の団子屋をモデルにした「雑種 小夜の月」日替わりで木原実らゲストも登場”. ステージナタリー.   ナターシャ (2024年8月2日). 2024年8月4日閲覧。
5. ↑  http://alii-inc.co.jp/green-nakai/
6. ↑  http://www.gekidankyo.or.jp/performance/2012/2012_000005.html
7. ↑  “浪漫活劇譚「艷漢」水澤賢人、末原拓馬、三上俊の艶やかなビジュアル解禁”.   ステージナタリー (2016年2月16日). 2016年2月17日閲覧。
8. ↑  “櫻井圭登、末原拓馬、三上俊らが歌い踊る極彩色の宴！歌謡倶楽部『艶漢』開幕”.   エンタステージ (2016年8月19日). 2017年3月17日閲覧。
9. ↑  “「嫌われ松子の一生」乃木坂46桜井玲香＆若月佑美がW主演、2バージョン上演”.   ステージナタリー (2016年8月4日). 2017年3月17日閲覧。
10. ↑  “えのもとぐりむ流ロミジュリ「コウの花嫁」、殺陣満載の稽古場映像も”.   ステージナタリー (2016年10月24日). 2017年3月17日閲覧。